# Emir Spahić
Emir Spahić (* 18. srpna 1980 Dubrovník) je bývalý bosenský profesionální fotbalista chorvatského původu, který hrával na pozici středního obránce. Svoji hráčskou kariéru ukončil v roce 2017 v německém klubu Bayer 04 Leverkusen. Mezi lety 2003 a 2018 odehrál také 94 utkání v dresu bosenské reprezentace, ve kterých vstřelil 6 branek.

## Reprezentační kariéra
Spahić odehrál 15 zápasů za bosenskou reprezentaci do 21 let.
Celkově za bosenský národní výběr odehrál 94 zápasů a vstřelil v něm 6 branek. Zúčastnil se MS 2014 v Brazílii.